# The Boy in the Striped Pyjamas (filme)
The Boy in the Striped Pyjamas, ou The Boy in Striped Pajamas nos Estados Unidos (bra: O Menino do Pijama Listrado; prt: O Rapaz do Pijama às Riscas) é um filme de drama e guerra de 2008, uma co-produção britânico-estadunidense e dirigida por Mark Herman.

## Enredo
Na abertura do filme, ambientado em Berlim, na Alemanha nazista durante o Holocausto, um menino de 8 anos de idade chamado Bruno é visto brincando com seus três amigos. Depois de chegar em casa, ele descobre que seu pai Ralf foi promovido. Depois de uma festa para comemorar a promoção (em que a avó paterna de Bruno é mostrado para desaprovar promoção de Ralf e movimento), Bruno, seu pai, sua mãe Elsa e sua irmã Gretel de 12 anos se mudam. Bruno odeia a sua nova casa como não há ninguém para brincar e muito pouco para explorar. Depois de comentar que ele tem visto pessoas que trabalham sobre o que ele pensa que é uma fazenda, ele também está proibido de ir no quintal. Bruno e sua irmã, Gretel, recebe um tutor, Herr Liszt, que empurra uma agenda de propaganda nacionalista. Gretel torna-se cada vez mais fanática com seu apoio ao Terceiro Reich, cobrindo sua parede do quarto com propagandas nazistas, para grande confusão de Bruno. Ela flerta com o tenente Kurt Kotler, o pai do subordinado, como sua sexualidade se fixa sobre o ideal do soldado alemão.
Bruno está confuso sobre a propaganda nazista, porque os judeus de Bruno tem visto, em particular o servo judaico da família Pavel, não se parecem com as caricaturas em ensinamentos do Liszt.
Bruno um dia desobedece seus pais e foge além do jardim. Ele chega, numa cerca de arame farpado elétrica em torno de um acampamento e faz amizade com um rapaz da sua idade chamado Shmuel, que vive no interior e que pede comida. Na conversa que se seguiu, a falta de conhecimento quanto à verdadeira natureza do acampamento do par é revelado, com Bruno pensando que os uniformes listrados que Shmuel, Pavel e os outros prisioneiros estão usando são "pijamas" e Shmuel acreditando que seus avós tinham morrido de uma doença contraída durante a sua viagem para o acampamento. Bruno começa a encontrar Shmuel regularmente, esgueirando-lhe pão e jogando jogos de tabuleiro com ele. Bruno eventualmente descobre que Shmuel é um judeu e que ele foi levado para o acampamento junto com seu pai. Um dia, Elsa descobre a realidade da atribuição de Ralf após Kotler deixa escapar que a origem da fumaça preta vindo da chaminé do acampamento é da cremação dos cadáveres de judeus. Elsa confronta e discute com Ralf, que está revoltado e com o coração partido. No jantar naquela noite, depois de Bruno afirma que Herr Liszt não vai deixá-lo ler livros de aventura e que ele ensina principalmente o que ele lê na história, Kotler admite que história era seu assunto favorito, mas que desagradou seu pai, um professor de literatura, que se mudou para a Suíça. Ralf, ao ouvir isso, diz para Kotler que ele deveria ter informado as autoridades do desacordo de seu pai com o regime político atual, como era o seu dever.
Kotler, em seguida, usa o derramamento de um copo de vinho de Pavel como uma desculpa para bater no preso até a morte. Na manhã seguinte, a empregada, Maria, é vista limpando as manchas de sangue. Mais tarde naquele dia Bruno vê o substituto de Pavel; Shmuel foi condenado à casa para limpar taças por causa de seus dedos pequenos. Bruno oferece-lhe um pedaço de bolo e eles começam a conversar. Kotler aparece, vê Shmuel mastigando e o acusa de roubo. Shmuel, diz que Bruno ofereceu-lhe o bolo, mas com medo de Kotler, Bruno nega isso, afirmando que ele nunca viu Shmuel antes. Acreditando em Bruno, Kotler ordena Shmuel terminar de limpar as taças e diz que terá então, uma "pequena conversa sobre o que acontece com os ratos que roubam." Bruno vai para o seu quarto perturbado e decide se desculpar com Shmuel, mas Shmuel já foi. Todos os dias Bruno retorna ao mesmo local pelo campo, mas não vê Shmuel. Eventualmente Shmuel reaparece atrás da cerca, ostentando um olho roxo. Apesar da traição de Bruno, Shmuel o perdoa e renova a sua amizade.
Após o funeral da avó de Bruno, que foi morta em Berlim por um bombardeio inimigo, Ralf (após outra discussão com Elsa) decide que Bruno e Gretel vão para ficar com um parente, enquanto ele "termina seu trabalho" no campo, aceitando que nele há lugar para as crianças a viver. Shmuel tem seus próprios problemas; seu pai desapareceu depois que aqueles com quem ele participou de uma marcha não voltaram para o acampamento. Bruno decide se redimir, ajudando Shmuel encontrar seu pai. No dia seguinte, Bruno, que é devido a sair tarde, chega de volta ao acampamento, veste uma roupa dos prisioneiros listrada, um boné para cobrir seu cabelo e escava sob a cerca para se juntar Shmuel em uma busca pelo pai de Shmuel. Bruno logo descobre a verdadeira natureza do acampamento depois de ver muitos judeus doentes e fracos para o extermínio. Enquanto procurava uma das cabanas os meninos são levados em uma marcha com outros presos por Sonderkommandos.
Na casa, a ausência de Bruno é notada. Depois que Gretel e Elsa descobrem a janela aberta e que Bruno passou os restos de um sanduíche para Shmuel, Elsa vai para uma reunião com Ralf para alertá-lo que Bruno desapareceu. Ralf e seus homens montam uma busca para encontrá-lo. Eles encontram roupas descartadas do menino fora do muro e do buraco que ele cavou e entram no acampamento procurando por ele. Nesse tempo, Bruno, Shmuel e os outros presos em marcha são parados dentro de uma sala e são instruídos a remover suas roupas para um "chuveiro". Eles são embalados em uma câmara de gás, onde Bruno e Shmuel dão as mãos uns dos outros. Um soldado da SS derrama Zyklon Bpellets na câmara, e os prisioneiros começam a gritar e bater na porta de metal. Ralf, ainda com os seus homens, chega a um dormitório vazio, sinalizando para ele que um ataque com gás está ocorrendo. Ralf grita o nome de seu filho, Elsa e Gretel caem de joelhos, depois de descobrir as roupas descartadas de Bruno fora do portão. O filme termina mostrando a porta fechada da câmara de gás, agora em silêncio mostrando roupas descartadas pelos prisioneiros fora dela indicando que Shmuel e Bruno estão mortos.

## Elenco
| Elenco              | Personagem     |
| ------------------- | -------------- |
| Asa Butterfield     | Bruno          |
| Jack Scanlon        | Shmuel         |
| Zac Mattoon O'Brien | Leon           |
| Domonkos Nemeth     | Martin         |
| Henry Kingsmill     | Karl           |
| Vera Farmiga        | Mãe            |
| Cara Horgan         | Maria          |
| Amber Beattie       | Gretel         |
| David Thewlis       | Pai            |
| Richard Johnson     | Vovô           |
| Sheila Hancock      | Vovó           |
| Rupert Friend       | Tenente Kotler |
| David Hayman        | Pavel          |
| Jim Norton          | Herr Liszt     |

## Recepção

### Crítica
The Boy in the Striped Pajamas teve uma recepção mista para positiva por parte da crítica especializada. Com base em 25 avaliações profissionais alcançou uma pontuação de 55/100 no Metacritic. Possui um índice de 63% no Rotten Tomatoes.

### Exatidão histórica
Alguns críticos têm criticado a premissa do livro e filme. Revendo o livro original, Rabi Benjamin Blech escreveu: "Nota ao leitor: Não houve meninos judeus de 9 anos de idade em Auschwitz - os nazistas gaseavam imediatamente aqueles que não tinham idade suficiente para trabalhar." Rabi Blech afirmou a opinião de um amigo sobrevivente do Holocausto que o livro "não é apenas uma mentira e não apenas um conto de fadas, mas uma profanação." Blech reconhece a objeção de que uma "fábula" não precisa ser factualmente precisa; ele responde que o livro banaliza as condições e contorna os campos de morte e perpetua o "mito de que os [...] não diretamente envolvidos podem alegar inocência," e portanto, prejudica a sua autoridade moral. Ao estudantes que lêem isso, ele alerta que o livro e filme podem fazer acreditar que os campos "não eram assim tão maus" se um menino poderia realizar uma amizade clandestina com um prisioneiro judeu da mesma idade, desconhecem "a presença constante da morte." Mas, de acordo com estatísticas do Serviço de Atribuição de Trabalho, Auschwitz-Birkenau continha 619 crianças vivas do sexo masculino de um mês a 14 anos de idade em 30 de agosto de 1944. Em 14 de janeiro de 1945, 773 crianças do sexo masculino foram registrados como vivendo no acampamento. "Os filhos mais velhos eram 16, e 52 tinham menos de 8 anos de idade. Algumas crianças foram empregadas como mensageiras do acampamento e foram tratadas como uma espécie de curiosidade, enquanto a cada dia um número enorme de crianças de todas as idades foram mortas nas câmaras de gás."